# Peraía
Peraía är en kommunhuvudort i Grekland.   Den ligger i prefekturen Nomós Thessaloníkis och regionen Mellersta Makedonien, i den norra delen av landet, 290 km norr om huvudstaden Aten. Peraía ligger 52 meter över havet och antalet invånare är 16 067.
Terrängen runt Peraía är lite kuperad. Havet är nära Peraía åt nordväst.Runt Peraía är det ganska tätbefolkat, med 96 invånare per kvadratkilometer. Närmaste större samhälle är Thessaloníki, 16,1 km norr om Peraía. Trakten runt Peraía består till största delen av jordbruksmark.